# Montignacova metoda
Montignacova metoda je metoda prehranjevanja, ki temelji na ustrezni kombinaciji živil z nizkim glikemičnim indeksom (GI). Namenjena je predvsem za zmanjševanje telesne teže.

## Montignacove raziskave in razmišljanje
Michel Montignac je Francoz, ki je imel sam težave z debelostjo, kar je bilo pri tradicionalni francoski kuhinji in redki debelosti med Francozi prava stigma. Imel je dostop do ogromne knjižnice študij in izsledkov raziskav ter posledic, s tem pa je razvil svojo metodo o prehrani in hujšanju. Iskal je odgovor, zakaj z dietami ne more shujšati. Posebno pozornost so mu vzbudili odrasli ljudje z diabetesom tipa 2, ker jih je od teh 90 % debelih. Tako je razvil svojo metodo. Ni je poimenoval dieta, ker ne temelji na odrekanju hrani. Že naslov njegove knjige o tej metodi je zgovoren in protismiselen: Jem, torej hujšam. V svoji knjigi trdi, da je zmotno, če izbiramo hipokalorična živila (živila z malo kalorijami). Po njegovi metodi je potrebno izbrati prava, zdrava in kvalitetna živila z nizkim glikemičnim indeksom v pravi kombinaciji, pri tem pa se lahko vsakič do sitega najemo.

## Hrana priFrancozihinAmeričanih, hrana nekdaj in danes
Montignac se je spraševal, zakaj ljudje še sto let nazaj niso bili predebeli; še prekomerna telesna teža ni bila pogosta. Vendar se je nekje mogla zgoditi napaka, če se ta bolezen ne pojavlja od nekdaj, torej ni v genetskem zapisu. Delal je primerjavo med Francozi in Američani. Pri prvih je debelosti veliko manj – tretjina prebivalstva ima pretirano telesno težo, medtem ko se to pri Američanih pojavlja pri dveh tretjinah. Poleg tega je med Francozi debel eden od dvajsetih, pri Američanih pa eden od petih. Pri njih sploh ni čudno srečati 300 kg težkega človeka, v Guinessovi knjigi rekordov pa je celo človek s 620 kg! Zanimivost je še to, da se je pred sto leti debelost pojavljala predvsem v višjih slojih, pri bogatem prebivalstvu, danes pa se pojavlja pri revnih, predvsem v zelo razslojeni družbi.
Zakaj taka razlika? 

## Diete in odziv telesa
Večina diet, ki so danes prav modna muha, oglašujejo, da moramo jesti čim manj kalorij, nič sladkega, dobijo se razni pripravki, ki nam obljubljajo sanjsko postavo in ekspresne rezultate (npr. izguba 7 kg v enem tednu). Temeljijo večinoma na hrani z malo kalorijami težava pa je, da gre večinoma za »jo-jo efekt«: teža, ki jo hitro izgubimo, jo potem dokaj hitro tudi dobimo nazaj ali pa je dobimo celo še več kot pred to dieto. Tako hitro spreminjanje telesne teže je šok za organizem. Normalen človek, s povprečno ali malo višjo telesno težo mora zaužiti nekje 2500 kcal/dan. Pri dieti bomo to vrednost dnevnega energetskega vnosa zmanjšali na 2000 kcal, kar sploh ni tako odrekanje. Telesna teža se bo zmanjšala, kmalu pa se bo ustavila in začela celo naraščati. V veliko primerih se teža dvigne celo nad tisto, pri kateri smo začeli hujšati. 
To se lahko zgodi, če še naprej jemo po tej hipokalorični metodi ali pa če preidemo na staro prehrano, tudi če ne pretiravamo. Telo namreč najprej začuti spremembo, odzove se z zmanjševanjem telesne teže, nato pa se na nove razmere navadi in te sprejme kot normalne. 

## Presnova hrane v telesu
Kako pa se snovi porabljajo v telesu? Vemo, da bomo najprej izgubili težo na račun vezane vode v telesu, nato se bodo porabili ogljikovi hidrati v krvnem obtoku, potem glikogen iz jeter, sledi razgradnja mišic (beljakovin), predvsem, če se ne bomo telesno udejstvovali in utrjevali mišic z utežmi, šele nato pa pridejo na vrsto maščobne zaloge. Tako nam tehtnica pokaže lažne rezultate, želenega efekta porabe maščob pa še nismo dosegli.

## Kalorična vrednost ni bistvena
Tisti, ki se držijo energetskih shem, ne pomislijo na to, kaj se dogaja v našem telesu, da se telo prilagaja in uravnava svoje sestavine. Zanimivi so podatki, da samo 15 % debelih preveč jé (2800–4000 kcal/dan); 35 % debelih jé normalno (2000–2700 kcal/dan) in 50 % debelih jé premalo (800–1500 kcal/dan). Med športniki tekmovalci pa lahko zasledimo, da nekdo pojé 2500 kcal/dan, nekdo drug pa celo 9000 kcal/dan, pa so vseeno suhi in vitalni. To je odvisno od posameznika. Torej kalorični vnos neznatno vpliva na postavo. Zanimiv je tudi poskus, da so se živali, ki so dobile le en velik obrok na dan, redile, druge, ki so dobile isto količino hrane razporejeno na več obrokov, pa so vzdrževale stalno telesno težo. Pri ženskah je lahko debelost še bolj trdovratna zaradi drugačne fiziologije in hormonov. Njihovo telo ima več maščobnih celic (adipocitov). Ko se redimo, se povečuje število in tudi obseg teh celic. Če pa shujšamo, se zmanjša le obseg teh celic, njihovo število pa ostane isto, ne zmanjša se nikoli več.

## Sestava hrane:
Energijska prehrana so enostavne beljakovine ali proteini in sestavljene beljakovine ali proteidi, ogljikovi hidrati ter maščobe. Nujne za nas pa so tudi neenergijske hranilne snovi: vlaknine, voda, minerali, mikroelementi in vitamini. Zelo pomembno je, da nam od aminokislin ne manjka nobena, ker pomanjkanje ene prepreči asimilacijo drugih. Ker so vse nujno potrebne za preživetje, je pomembno, da uživamo živalske in rastlinske beljakovine pri istem obroku. Pomemben podatek je, da že z jajcem dobimo vse potrebne živalske aminokisline, tako da lahko vegeterjanci z uživanjem jajc in mleka normalno zdravo živijo.

### Ogljikovi hidrati
Pri ogljikovih hidratih moramo paziti. Večina je enostavnih, ker se hitro razgradijo, absorbirajo v tankem črevesu in v zelo kratkem času močno povišajo koncentracijo glukoze v krvi, kar je lahko usodno za debelost. (Zato je Montignac te imenoval nevarni ogljikovi hidrati.) Sestavljeni ogljikovi hidrati se dlje časa prebavljajo, zato so zdravi. Ta hitrost je odvisna od glikemičnega indeksa. 

#### Glukoza in inzulin
Normalne količina glukoze v krvi je 1 g/l krvi. (5,5 mmol/l). Nastane iz ogljikovih hidratov (največ jih vsebujejo moka, kruh, škrob, testenine, krompir, riž, sladkor, slaščice). Kakor hitro bo količina zrasla do 1,70 g/l (hiperglikemija), bo trebušna slinavka začela izločati inzulin. Naloga tega je usmeriti glukozo v organe, ki jo potrebujejo, ali skladiščiti glukozo v zaloge (glikogen ali maščobe). S tem znižuje povečano koncentracijo glukoze v krvi (hiperglikemijo). Če pa se količina glukoze v krvi zmanjša, jo črpa iz telesnih zalog in spet vzpostavlja ravnovesje. Glukoze v krvi ne sme biti preveč, ker sicer nastopi sladkorna bolezen – diabetes. Zato je zelo dobro, da imamo mehanizem izločanja inzulina dobro razvit. Pri živilih z visokim glikemičnim indeksom bo koncentracija glukoze v krvi hitro narasla. Takrat se posledično izloči tudi veliko inzulina, temu sledi večje skladiščenje glukoze in pridobivanje telesne teže. Pri debelih ljudeh je ta proces še dodatno deformiran: ob vsaki prisotnosti glukoze, se bo v kri izločila pretirana količina inzulina, tako bo skladiščenje še večje, večji bo izkoristek hrane. Tako so že tako debeli ljudje podvrženi še večjemu rejenju. 
Če si zadevo pogledamo na primeru: zaužijemo 100 g belega kruha z 10 g masla in 100 g polnozrnatega kruha z 10 g masla. Ob belem kruhu bo količina glukoze v krvi močno narasla, narasla bo tudi količina inzulina, posledično se bo skladiščilo več glukoze, hkrati pa se bodo skladiščile tudi maščobe. Pri polnozrnatem kruhu pa se bo izločilo toliko manj inzulina, skladiščilo se bo manj glukoze, maščobe pa se sploh ne bodo, ker ni dovolj inzulina na razpolago v krvi. Te maščobe se bodo [svtako izločile iz telesa. 
Dobri ogljikovi hidrati so torej tisti, ki imajo nizek glikemični indeks (GI), to je pod 50. Med slabe, nevarne ogljikove hidrate (z GI nad 50) sodita poleg derivatov saharoze in bele moke celo koruza in krompir. Tabela 1 in 2: Glikemični indeksi živil:
| Živila z visokim glikemičnim indeksom | GI  |
| ------------------------------------- | --- |
| maltoza                               | 110 |
| glukoza                               | 100 |
| krompir, pečen v pečici               | 95  |
| povsem bel kruh                       | 95  |
| krompirjev pire                       | 90  |
| med                                   | 90  |
| krompirjev pire                       | 90  |
| korenje                               | 85  |
| koruzni kosmiči                       | 85  |
| instantni riž                         | 85  |
| buča                                  | 70  |
| lubenica                              | 70  |
| sladkor (saharoza)                    | 70  |
| čokoladne sladice                     | 70  |
| pesa, repe                            | 65  |
| suho sadje                            | 65  |
| krompir, kuhan neolupljen             | 65  |
| banane, melone, marmelade             | 60  |
| pomarančni sok                        | 60  |

| Živila z nizkimm glikemičnim indeksom | GI  |
| ------------------------------------- | --- |
| polnozrnat kruh ali kruh z otrobi     | 50  |
| nerafiniran riž                       | 50  |
| nesiadkana žita s celim zrnjem        | 50  |
| bele testenine                        | 40  |
| riž                                   | 47  |
| rdeč fižol                            | 40  |
| svež sadni sok brez sladkorja         | 40  |
| testenine iz črne moke                | 40  |
| polnozrnat kruh                       | 35  |
| mlečni izdelki                        | 35  |
| polnozrnate testenine                 | 30  |
| preostalo sveže sadje                 | 30  |
| marmelade brez sladkorja              | 30  |
| ješprenj                              | 25  |
| črna čokolada (>70 % kakava)          | 22  |
| fruktoza                              | 20  |
| soja                                  | 15  |
| arašidi                               | 15  |
| krompir, kuhan neolupljen             | 65  |
| zelena zelenjava                      | <15 |
| šampinjoni                            | <15 |

K dobrim ogljikovim hidratom štejemo tudi sadje in zelenjavo, ki so še posebej cenjeni zaradi velike vsebnosti vlaknin (por, zelje, solata, stročji fižol … ). Te niso prebavljive, zato pomagajo odvajati blato, hkrati pa ne prispevajo k povišanju glukoze v krvi. Dnevno bi morali zaužiti 40 g vlaknin oz. minimalno 30 g. Zaužijemo pa jih premalo. 
Belemu kruhu so pri predelavi odvzeli večji del vlaknin, beljakovin, vitaminov, mineralov in mikroelementov, zato je njegov glikemični indeks visok. Tako je samo od vrste posameznih živil in od njihove prehrambene sestave odvisno, ali se bo telesna teža povečevala ali ne. Prekomerna telesna teža ali debelost je posledica uživanja ogljikovih hidratov z visokim glikemičnim indeksom – Montignac jih je zato imenoval nevarni ogljikovi hidrati (prečiščen – rafiniran sladkor, živila iz prečiščene – bele moke in krompirja) poleg maščob. Ob obroku se gleda količina absorbiranih ogljikovih hidratov kot rezultanta glikemičnega indeksa vse zaužite hrane. Ta pa je pri obroku celo manjša, kot če bi jedli samo ogljikove hidrate.

### Maščobe
Maščobe so bile dolgo najbolj iskano in najbolj cenjeno živilo, danes pa jih krivijo za vse težave in bolezni ter jih odsvetujejo. Dajejo nam največ energije, zato jih pri hipokalorični dietah odsvetujejo. Vendar so že ugotavljali, da ni tako pomembna energetska vrednost živil kot bolj slabe prehrambene navade, poleg tega so nekatere maščobne kisline celo nujno potrebne (linolna kislina in linolenska kislina idr.).

## Hrana pri Američanih:
Če preiskujemo ameriško prehrano, vidimo, da je zelo bogata z ogljikovimi hidrati z visokim glikemičnim indeksom (GI), hkrati pa je zelo malo vlaknin, ki so zelo pomembne za zatiranje občutka lakote in boljše izločanje blata (defekacije) in s tem čiščenje organizma. Vsebujejo tudi veliko vitaminov in mineralov, ki so nujno potrebni v prehrani. Stročnice pa celo znižujejo glikemični indeks zaužitih živil. Pred sto leti so jedli ravno veliko več zelenjave, jedli so manj prečiščeno moko in živila z nižjim glikemičnim indeksom, s čimer so zaužili tudi veliko vitaminov, mineralov in drugih potrebnih zdravih hranil. Prečiščena hrana je bila draga, tako so si jo privoščili le bogati, zato pa se je predvsem pri njih pojavljala debelost. Revni sloj Američanov kupuje le cenene pripravke iz nevarnih ogljikovih hidratov, ni pa osveščeno o kvaliteti in sestavi hrane ter posledicah takega življenja.

## Hrana danes

### Poraba sladkorja
Do 16. stoletja zahodi svet skoraj ni poznal sladkorja, le najbogatejši so si ga včasih lahko privoščili. Še leta 1780 so letno porabili manj kot 1 kg sladkorja na prebivalca na leto. Šele ko so izumili pridobivanje sladkorja iz sladkorne pese, se je uporaba sladkorja zelo razširila. Podatki o letni porabi sladkorja na prebivalca na leto v Franciji:
- leto 1800 : 0,6 kg

- leta 1880 : 8 kg

- leta 1900 : 17 kg

- leta 1930 : 30 kg

- leta 1965 : 40 kg

- leta 1990 : 35 kg
Sladkor ima glikemični indeks 75. V celi zgodovini se nobena prehrambena sprememba ni tako hitro nastopila v tako kratkem času. Francozi porabijo sladkorja najmanj v zahodnem svetu, poraba pri Angležih je 49 kg sladkorja na leto na prebivalca, pri Nemcih 52 kg, Američani pa rekordirajo s 63 kg letno na prebivalca.

### Krompir
Krompir ima enega najvišjih glikemičnih indeksov, pečen v pečici ima celo višjega od sladkorja. Pomembno je, kako ga pripravimo, saj je od tega odvisno koliko neprebavljivega škroba bo nastalo. Poleg tega krompir nima visoke hranilen vrednosti, saj pri visoki temperaturi ostane malo vitamina C (8 mg/100 mg vitamina C) in malo vlaknin. Vsebuje tudi zelo malo drugih mineralov in mikroelementov, pa še ti so tik pod olupkom, tako da jih z lupljenjem vedno odstranimo.

### Moka
Moko so od nekdaj sejali, toda takrat so tako lahko uporabljali le premožni ljudje (30 % snovi so odstranili). Danes so iz prečiščene moke odstranjene vse hranilne snovi (beljakovine, esencialne maščobne kisline, vitamini, minerali, mikroelementi, vlaknine). Navadna pšenica ima glikemični indeks 35, ko pa moko prečistijo, se ta povzpne na 70.

### Riž in koruza
Neprečiščen azijski riž ima veliko nižji glikemični indeks kot zahodni prečiščeni; še posebej prečiščen je spet ameriški, ki omogoča največji pridelek. Riž je četrti po najvišjih glikemičnih indeksih.
Prav tako je s hibridno koruzo (GI 70), katere namen je čim večji pridelek. Izvorna koruza pri Indijancih ima GI 30. ta vsebuje precej več topljivih vlaknin. 
Včasih so namesto teh nevarnih ogljikovih hidratov uporabljali velik več zdravih – zelenjave: zelena zelenjava, leča, fižol, bob, grah, žita s celim zrnjem, sadje … jedli so tudi manj mesa in s tem maščob.

## Montignacova metoda
(Naj opozorim, da gre za francosko kuhinjo, tako da so v prehrani malo drugačne navade.)
Deli se na prvo in drugo stopnjo.
Prva je bolj stroga. Traja lahko od enega do več mesecev, odvisno koliko želimo shujšati, organizem se bo očistil in normalizirale se bodo določene telesne funkcije (izločanje trebušne slinavke). Druga je bolj popustljiva, vendar še vedno prepoveduje nevarne ogljikove hidrate, odsvetuje kombinirano uživanje ogljikovih hidratov in beljakovin ter ogljikovih hidratov in maščob. Po tej metodi naj bi jedli in živeli celo življenje, ker je zdrava ter nismo lačni. Z njo spremenimo svoj življenjski slog, življenjsko filozofijo.
Prehranjevanje po tej metodi je bolj raznoliko, bolj usklajeno in bolj uravnoteženo. Shujšati se da že samo z nadomestitvijo nevarnih ogljikovih hidratov z zdravimi. V prvi stopnji hitro hujšamo in si obnovimo življenjske moči, v drugi pa te navade ohranjamo, malo omilimo strogost, traja pa celo življenje. Prehod na star način prehranjevanja lahko spet vodi v rejenje.
Pomembno je, da imamo na dan vsaj tri obroke ter da nobenega ne preskočimo. Prepovedano je stalno grizljanje. Med dvema obrokoma mora biti razdobje vsaj treh ur. Če obrok spustimo, je to šok za organizem, vzpostavi težnjo po preživetju in pri naslednjem obroku absorbira več snovi, kot je potrebno. 
Med obroki mora biti tudi hierarhija: največji naj bi bil zajtrk, nato kosilo, najmanjša pa večerja. Kadar smo zjutraj siti, smo za večerjo zaužili preveč. Tega se moramo odvaditi in vpeljati zajtrk. Tako je tudi kosilo manjše, ker je uravnoteženo s hrano zajtrka. Večerja naj bo čim lažja in vsaj dve uri pred spanjem. Če smo vmes lačni, je že en sadež dovolj za malico – ponovno v razdobju treh ur med ostalima obokoma. Pomembno je tudi, da jemo vedno ob istih urah, ker je tako telo navajeno konstantnega ritma in ne shranjuje preveč hrane.
Sadje
Sadje ima tudi veliko sladkorja, zato z njim ne smemo pretiravati, dovolj sta že dva sadeža na dan. Poleg tega se sadje prebavlja hitreje kot ostala hrana, želodec le preide in se zadrži ter razgradi šele v tankem črevesu. Zato je pomembno, da ga v želodcu ne ustavi predhodna hrana. Sadež zaužijemo 15 minut pred obrokom, nikoli pa po obroku, sicer imamo prebavne težave, ker sadje začne v želodcu vreti (fermetnirati), saj je v toplem in vlažnem prostoru. S tem ovira prebavo drugih živil in izgubi večino vitaminov. 

### Kdaj metoda ne deluje
Metoda lahko ne velja, če človek uživa nekatera zdravila, ki zavirajo presnovo (pomirjevala, antidepresivi, sredstva, ki vsebujejo litij, beta blokatorji, kortizon in sladkana sredstva za krepitev organizma); tudi stres lahko onemogoči hujšanje, prav tako hormonske motnje in bulimija.

### Prva stopnja

#### Zajtrk
Prednost imajo vitamini. Ne moremo jih tako dobro nadomestiti z umetnimi pripravki, ker jih organizem težje vsrka. Zelo priporočljivo je uživanje kvasa, saj ima velike količine vitamina B in pomaga uravnavati hiperinzulinemijo. Za zajtrk lahko spijemo sok iztisnjenega sadeža. Popiti ga moramo takoj, ker hitro izgublja vitamine. V kupljenem naravnem soku je tako zelo malo vitaminov.
Lahko zbiramo zajtrk iz ogljikovih hidratov ali beljakovin ali sadja.
Zajtrk naj bo s čim pogosteje iz zdravih ogljikovih hidratov. Količinsko ni omejitve. Sestavljen pa naj bo iz polnozrnatega kruha, žit s celimi zrni – naravo pridelana brez sladkorja ali sadne marmelade brez sladkorja – to ni marmelada z manj sladkorja. Pri mlečnih izdelkih izbiramo med posnetim mlekom, kavi brez kofeina, blagim čajem, kavnim nadomestkom ali sojinim mlekom. 
Pri ostalih dveh obrokih je kruh prepovedan, zato si ga pri zajtrku privoščimo. Na prvi stopnji se je priporočljivo odpovedati kofeinu, ker pri nekaterih pospeši izločanje inzulina. Pri čajih ni omejitve v izbiri, le dolgo ga ne smemo pustiti v vreli vodi. Kot sladilo je priporočljivo uporabljati fruktozo v razumnih količinah, ker se ne pretvori v glukozo in ima nižji glikemični indeks. Za umetna sladila je vprašljiva njihova neoporečnost.
Lahko pa jemo zajtrk na osnovi beljakovin: meso, mesnine, jajca, sir ... (Dnevno naj bi zaužili 1,3–1,5 g beljakovin na kg telesne teže). Tu ne smejo biti prisotni nobeni ogljikovi hidrati tudi kruh ne. Takšen zajtrk ni primeren za tiste, ki imajo preveč holesterola v krvi. Pri izbiri tega zajtrka je priporočljiva večerja z zdravimi ogljikovimi hidrati brez masti. Napitki so lahko enaki kot pri zajtrku z ogljikovimi hidrati.
Zajtrk je lahko tudi le sadni, dobro je dodati še kakšen mlečni izdelek. 

#### Kosilo
Tudi tu ni omejitev količini. Sestavljeno je iz predjedi, glavne jedi z zelo dobrimi ogljikovimi hidrati (z zelo nizkim GI – zelenjava) in sir ali jogurt. Predjedi: surova zelenjava, meso, ribe, jajca, školjke ali rakci. Surova zelenjava dobro napolni želodec, vsebuje tudi minerale in vitamine, ki jih v nekuhani obliki organizem lažje vsrka. Surovo zelenjavo lahko prelijemo z običajnim prelivom (vinski kis, olje, sol, poper). Zelo priporočljivo je olivno olje. Priporočljive so ribe, čim bolj mastne in ne iz ribogojnice. Škampi in ostrige so med prvo stopnjo odsvetovani, ker vsebujejo tudi nekaj ogljikovih hidratov. Mesnine vsebujejo nitrate, poleg tega so iz mesa dvomljive kakovosti, najpogosteje iz intenzivne reje. Potrebno je preveriti tudi vse dodatke, ki so prisotni pri vseh živilih.
Glavne jedi so vedno meso: perutnina ali ribe s prilogo kot je zelenjava (glikemični indeks 15: stročji fižol, brokoli, jajčevci, bučke, špinača, šampinjoni, zelena, blitva, endivja, repa, por, paradižnik, čebula, paprika, cvetača, zelje, kislo zelje, zelena solata, artičoke). Drugo meso je odsvetovano zaradi mastnosti. Lahko uživam še konjsko in telečje meso. Izogibajte se paniranim zrezkom in omakam, kjer je pogosto dodana bela moka. Med ribami je najbolje kuhana ali riba z žara. Kot sladica je sir dobro kombinirati s solato, pri veliki teži pa je tudi pusta skuta odsvetovana. Sendviči so pri prvi stopnji prepovedani.. Pri drugi stopnji je dovoljen, toda le s polnozrnatim kruhom. Prav tako je pri prvi stopnji odsvetovano vino Najbolje je piti vodo ali čaj.

#### Večerja
Večerja mora biti najlažji obrok. Pripravimo jo enako kot kosilo, le da se strogo izognemo maščobam in omejimo količino jedi ter ne uživamo mesa, če smo ga uživali že za zajtrk ali kosilo. Priporočljivo jo je začeti z zelenjavno juho. Zelo priporočljive so stročnice. Vsaj nekajkrat na teden poskusimo pripraviti samo beljakovinsko ali večerjo samo iz zdravih ogljikovih hidratov. 

#### Primer jedilnika
Bujenje ob 7.10: svež sok dveh limon, dva kivija

zajtrk ob 7.30: žita (brez sladkorja),2 nemastna jogurta, kava brez kofeina

kosilo ob 12.30: šampinjoni po grškoo, losos,
kuhana zelenjava
sir

malica 
16.30: jabolko,
piščanec,
zelenjavna priloga,
jogurt

večerja ob 
20.00: piščanec,
zelenjavna priloga,
jogurt

### Druga stopnja
Namen je vzdrževati telesno težo. Splošna načela prve stopnje je še vedno treba upoštevati. Držati se je potrebno načel:
-	zastaviti si je potrebno uresničljiv cilj telesne teže
-	ne smemo si omejevati količine hrane, da ne pride do frustracij
-	temeljito je potrebno spremeniti življenjski slog, naučiti se obvladovati psihične težave
-	s hrano se ne smemo odzivati na stres
-	šport

#### Zajtrk
Zajtrk naj bo tak kot v prvi stopnji – na začetku sadje, na polnozrnat kruh pa si lahko namažemo margarino ali maslo. Izjemoma si na potovanju lahko privoščimo tudi bel kruh. Zraven beljakovin in maščob nikoli ne smemo uživati kruha (ogljikovih hidratov).

#### Kosilo
Držimo se prve stopnje. Na slavjih izjemoma lahko pijemo aperitiv.
Med alkoholnimi pijačami (v omejeni količini) izbiramo tiste s čim manj alkohola (vino ali šampanjec), vendar pijemo šele po predjedi, nikoli na prazen želodec. Kruha pri kosilu in večerji tudi tu ni priporočljivo uživati. Izjemoma si lahko privoščimo kakšen narastek z malo bele moke ali domače rezance ali za skodelico belega riža ali sladico. Za priloge k mesu in ribam si spet lahko privoščimo neglaziran riž, graham testenine, lečo, fižol… Izjemoma lahko tudi prilogo z visokim glikemičnim indeksom. Izjeme delamo le, ko smo kam vabljeni ali ko nam je to v resničen užitek.

#### Večerja
Prav tako upoštevamo prvo stopnjo, lahko pa dopustimo izjeme pri večerji namesto pri kosilu.

#### Primer dveh jedilnikov
l. dan

Zajtrk:
sadje,
polnozrnat kruh + marmelada brez sladkorja,
lahka margarina,
kava brez kofeina,
posneto mleko

Kosilo:
avokadova solata s kisom in oljem ,
goveji zrezek, 
stročji fižol,
karamelna. krema ,
pijača: 2 kozarca vina ,

Večerja:
zelenjavna juha,
omleta s šampinjoni,
zelena solata,
odcejen beli sir,
pijača: voda
2. dan

Zajtrk:
pomarančni sok,
rogljički + majhna kolačka ,
maslo ,
kava + mleko

Kosilo:
surovo sadje (paradižniki + kumare),
oslič na žaru,
špinača,
sir,
pijača: samo 1 kozarec vina

Večerja:
kuhane artičoke s kisom in oljem,
umešana jajca s paradižnikom,
zelena solata,
pijača: voda

## Zaključek
Ljudje, ki so se držali pravil obeh stopenj so uspešno shujšali in so z rezultati zadovoljni. Tudi teža se jim ni vrnila.